# کابلی والا
کابلی‌والا، (بنگالی: কাবুলিওয়ালা) نام فیلمی است به زبان بنگالی که در سال ۱۹۵۷، به کارگردانی‌یِ تاپان سینها ساخته شده‌است.
این فیلم که محصول کشور هندوستان است بر اساس داستان کوتاهی از رابیندرانات تاگور با همین نام، ساخته و پرداخته شده‌است.

## داستان فیلم
رحمان، فروشنده‌ی دوره‌گردی است اهل کابل که برای کار و فروختن میوه و آجیل، به کلکته آمده‌است. در این شهر با دختری به نام مینی که هم سن و سال دختر خردسال خودش در افغانستان است آشنا می‌شود و از آن پس هر روز به دیدن دختر رفته و برای دقایقی با او گفتگو و شوخی می‌کند.
پس از گذشت مدتی، او نامه‌ای از خانواده‌اش دریافت می‌کند که در آن خبر بیماری‌یِ دخترش را به او داده‌اند. رحمان به تکاپوی بازگشت می‌افتد و از آنجا که پول زیادی ندارد، تصمیم می‌گیرد تا کالاهایش را به طور اعتباری واگذار کند. اما پس از مدتی که برای گرفتن پولش نزد یکی از اهالی می‌رود، بین آن دو درگیری پیش آمده و رحمان با ضربه‌ی چاقویی فرد را از پای درمی‌آورد. رحمان به ده سال زندان محکوم می‌شود و پس از گذشت تمام این سال‌ها که همه او را از یاد برده‌اند تصمیم می‌گیرد دوباره به دیدنِ مینی برود. اما مینی که حالا درست وسط مراسم عروسی به سر می‌برد، رحمان را به یاد نمی‌آورد. رحمان که حالا به این می‌اندیشد مبادا دختر خودش هم او را به یاد نیاورد درمانده همان جا می‌نشیند. پدر مینی که در داستان، فردی نویسنده‌است به پیشنهاد همسرش، پولی که برای چراغانی کردن و آوردن گروه موسیقی جمع کرده بودند را به رحمان می‌بخشند تا بتواند به افغانستان برگردد و دخترش را ببیند.

## بازیگران
- چهابی بیشّاش در نقش رحمت
- تینکو در نقش مینی
- رادهاموهان بهاتاچاریا در نقش پدر مینی
- مانجو دِی در نقش مادر مینی
- آشا دِوی در نقش خدمتکار